# Olive Branch
Olive Branch är en ort i DeSoto County i delstaten Mississippi, USA.